# Borisenkoïta
La borisenkoïta és un mineral de la classe dels vanadats.

## Característiques
La borisenkoïta és un arsenat-vanadat de coure de fórmula química Cu₃[(V,As)O₄]₂. Va ser aprovada com a espècie vàlida per l'Associació Mineralògica Internacional l'any 2015. Cristal·litza en el sistema monoclínic. És l'anàleg mineral, amb l'anió vanadat parcialment substituint l'anió arsenat, de la lammerita-β. Tot i que encara no s'ha confirmat, es creu que és un polimorf de la mcbirneyita i la pseudolyonsita.

## Formació i jaciments
La borisenkoïta va ser trobada a la fumarola Iadovítaia del segon con d'escòria del volcà Tolbàtxik, situat a Kamtxatka (Districte Federal de l'Extrem Orient, Rússia). Es tracta de l'únic indret on ha estat trobada aquesta espècie mineral.